# Karl Fischer (Schauspieler, 1787)
Karl Fischer (* 25. Dezember 1787; † 24. März 1853) war ein Theaterschauspieler.

## Leben
Fischer wirkte von 1808 bis zu seinem Tode in Darmstadt. Verheiratet war er ab 5. August 1810 mit der Schauspielerin Kathinka Krebs.